# Ci (Lyrik)
Ci (chinesisch 詞 / 词;, auch 辭 / 辞,  cí) ist eine chinesische Lyrik-Gattung, die sich in der Liang-Dynastie, auf der Grundlage des Shi Jing und des Yuefu entwickelte.
Es handelt sich um volkstümliche Weisen, die oft Sehnsuchtsgefühlen einer – teilweise fiktiven – Person Ausdruck verleihen. Häufig entstanden sie anonym, insbesondere in den Vergnügungsvierteln der großen Städte. Daneben stehen die Schöpfungen großer chinesischer Dichter, die die Ci-Form für eine größere thematische Bandbreite öffneten. Ihren Höhepunkt erreichte die Ci-Dichtung in der Song-Zeit, wo sich das Genre insbesondere bei den Kaisern Taizong und Renzong großer Beliebtheit erfreute.
In ihrer Form waren die Ci-Gedichte weitgehend frei und unterlagen insbesondere nicht den vielfältigen Beschränkungen der Gushi, vor allem aber der Jintishi. Gleichwohl wurden sie stets zu bestimmten, festgelegten Melodien gesungen, die in umfangreichen Handbüchern festgehalten wurden. Berühmt geworden sind etwa das 875 Melodien umfassende Cilü (詞律 / 词律, auch 辭律 / 辞律,  cílǜ – „Melodienregeln“) und das 826 Melodien in 2306 Varianten umfassende Cipu (詞譜 / 词谱, auch 辭譜 / 辞谱,  cípǔ – „Melodienregister“).
Zu den bedeutendsten Ci-Dichtern gehören Wen Tingyun, Wei Zhuang, Li Houzhu, Su Dongpo, Liu Yong, Xin Qiji, Ouyang Xiu, Zhou Bangyan und Li Qingzhao.
Eine bekannte Dichterin der neueren Zeit ist Lü Bicheng.